# Naima Mora

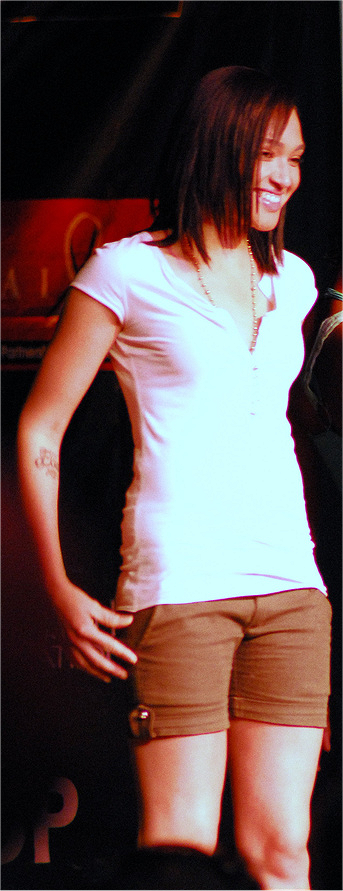
Naima Mora

Naima Mora (* 1. März 1984 in Detroit, Michigan) ist ein US-amerikanisches Model und Gewinnerin der vierten Staffel von America’s Next Top Model.

## Privatleben
Naima Mora wurde am 1. März 1984 in Detroit geboren. Sie ist die Tochter von Francisco Mora Catlett, einem mexikanischen Jazzschlagzeuger.
Er ist halb Mexikaner, halb Afroamerikaner. Ihre Mutter ist ebenfalls zur Hälfte afroamerikanisch, zur anderen Hälfte irisch.
Ihren Namen bekam sie durch John Coltranes Song „Naima“. Naima hat fünf Schwestern, darunter ihre eineiige Zwillingsschwester, Nia.
Ihre Großeltern sind der Maler Francisco Mora und die Bildhauerin Elizabeth Catlett. Naima gilt als Inspiration für die schwarze Marmorbüste ihrer Großmutter von 2001.

„That black marble head, Naima: we have twin granddaughters who came to stay with us one summer, they were studying Spanish. I kept looking at one of them, who has a very dynamic personality. I thought I would like to do a head of her. And then it was the shape of her hair with a knot at the back. It was a whole different shape. She posed for me a little bit, to get the general shape of it. She has a little bump in her nose that I wanted to put in.“

Naima Mora wuchs im Nordwesten von Detroit auf und besuchte die Bates Academy. Ihren High-School-Abschluss legte sie an der Cass Technical High School 2002 ab. Sie nahm Ballettunterricht und trat im Sommerprogramm des American Ballet Theatre in Detroit auf. Nebenbei arbeitete sie als Kellnerin in Cafés.
Mora zog nach New York City und schloss sich dem Dance Theatre of Harlem an. Auf Anraten eines Modelscouts, der sie bei einem Auftritt sah, bewarb sie sich bei America’s Next Top Model. Mora ist Vegetarierin.

## Karriere
Mora galt als introvertiert und wenig auffällig während der Show. Die Jury um Tyra Banks favorisierte andere Teilnehmerinnen und gab ihr nur wenig Chancen auf den Gesamtsieg. Trotz dieses Umstandes schaffte es Mora ins Finale der 4. Staffel und konnte durch ihre Performance auf dem Catwalk überzeugen.
Durch ihren Sieg bekam sie eine Fotoserie in der Elle sowie einen Vertrag mit Ford Models und einen Vertrag über 100.000 US-Dollar mit CoverGirl cosmetics.
2005 war sie zusammen mit einer Teilnehmerin der dritten Staffel von America’s Next Top Model, Ann Markley, als Hostess bei den Emmy Awards und in der Jury für Miss Teen USA Wahl tätig.
Sie war in einigen Printmedien zu sehen wie CoverGirl, ELLE Magazine, US Weekly Magazine oder IN Touch. Neben ihrer Modelkarriere spielt sie in kleineren Filmproduktionen mit und ist Sängerin der Band „Chewing Pics“.